# Aktówka (Microsoft Windows)
Aktówka – folder w systemie operacyjnym Microsoft Windows służący do synchronizacji danych przechowywanych w dwóch różnych komputerach.
Użytkownik może pracować z kopią dokumentu znajdującego się w komputerze przenośnym, podczas gdy podstawowa wersja dokumentu znajduje się na przykład w komputerze stacjonarnym. Dla zaktualizowania dokumentu wystarczy zaktualizować zawartości Aktówek obu komputerów. W tym celu wystarczy połączyć komputery kablem lub wymienić dane za pomocą dowolnego nośnika danych.